# The Midnight Message (film 1926)
The Midnight Message è un film muto del 1926 diretto da Paul Hurst.

## Trama
Un corriere della Western Union vorrebbe aiutare la madre che vive stentatamente lavorando come sarta con una vecchia macchina da cucire. Il giovane, dopo aver sventato un furto e aiutato una bella ragazza, cattura i ladri. Il padre della ragazza, per ricompensarlo, lo premia con mille dollari che serviranno al giovane anche a comperare una nuova macchina da cucito per la madre.

## Produzione
Il film fu prodotto dalla Goodwill Productions.

## Distribuzione
Distribuito dalla Goodwill Productions, il film uscì in prima a New York l'8 settembre 1926. La pellicola è ancora esistente in una copia a 16 mm.. È stato distribuito in video dalla Grapevine .